# Atawiros

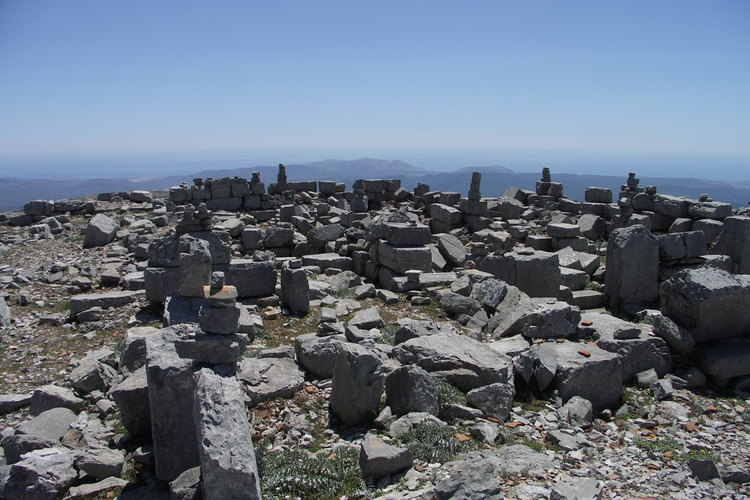
Pozostałości świątyni Zeusa

Atawiros (gr. Αττάβυρος, Attávyros) – najwyższy szczyt na wyspie Rodos, osiągający wysokość 1215 m n.p.m. Leży na zachodnim krańcu wyspy, na południe od wsi Embonas. Według greckiej mitologii na Atawirosie Altemenes zbudowała dla Zeusa ołtarz ofiarny. Miało być to jedyne miejsce na Rodos, z którego bóg mógłby dostrzec swą rodzinną Kretę (ok. 240 km stamtąd). Pozostałości świątyni można zaobserwować do dziś.